# Bryobia centaureae
Bryobia centaureae är en spindeldjursart som beskrevs av Livshits och P. Mitrofanov 1972. Bryobia centaureae ingår i släktet Bryobia och familjen Tetranychidae. Inga underarter finns listade.